# The Trade Gun Bullet
The Trade Gun Bullet è un cortometraggio muto del 1912 scritto, diretto e interpretato da Hobart Bosworth.

## Produzione
Il film fu prodotto dalla Selig Polyscope Company.

## Distribuzione
Distribuito dalla General Film Company, il film - un cortometraggio di una bobina - uscì nelle sale cinematografiche statunitensi il 13 settembre 1912.